# Flor Contemplacion
Flor Ramos Contemplacion (* Januar 1953 in San Pablo City, Laguna, Philippinen; † 17. März 1995 in Singapur) war ein philippinisches Dienstmädchen, das in Singapur wegen Doppelmordes hingerichtet wurde. In der Folge dieser Hinrichtung verschlechterten sich die Beziehungen zwischen den Philippinen und Singapur.

## Hintergrund
In Singapur wurden am 4. Mai 1991 das philippinische Dienstmädchen Delia Maga stranguliert und der vier Jahre alte Nicholas Huang ertrunken aufgefunden. Obwohl Nicholas’ Vater keinen Verdächtigen nennen konnte, erfuhr die Polizei über Magas Tagebücher von Flor Contemplacion. Contemplacion gestand die Tat sofort. Die philippinische Botschaft in Singapur hielt die Aussagen für glaubhaft und Contemplacion wurde wegen Doppelmordes zum Tod durch den Strang verurteilt. Kurz vor ihrer Hinrichtung widerrief sie jedoch ihr Geständnis und beteuerte, unter Zwang zu diesem Geständnis genötigt worden zu sein. Zudem machten zwei philippinische Zeugen Aussagen, die auf den Vater des ertrunkenen Jungen als Täter deuteten. Dem wurde seitens des Gerichtes jedoch keine Bedeutung beigemessen und die Hinrichtung vollzogen.

## Reaktionen
Die Hinrichtung von Flor Contemplacion führte vor allem auf den Philippinen zu heftigen Reaktionen. Unter anderem zündete in Davao City der Bürgermeister Rodrigo Duterte eine Flagge Singapurs an. Von kommunistischen Terrorgruppen wurden Anschläge auf singapurische Einrichtungen angedroht. Der philippinische Präsident Fidel Ramos drohte mit dem Abbruch der zwischenstaatlichen Beziehungen, zog diese Drohung aber später zurück.
Zur Beerdigung von Flor Contemplacion kamen 50.000 Menschen.
Der Fall Contemplacion brachte die Situation von im Ausland arbeitenden Filipinos in den Blickpunkt des medialen Interesses. Da er die Hinrichtung nicht verhindert hatte, musste am 17. April 1995 der philippinische Außenminister Roberto Romulo zurücktreten.